# Албрехт Косел
Лудвиг Карл Мартин Леонард Албрехт Косел (Росток, 16. септембар 1853. — Хајделберг, 5. јул 1927) био је немачки доктор и физиолог.

## Биографија
Косел је рођен у Ростоку као син пруског главног конзула Албрехта Косела и његове жене Кларе.
1872. године, Косел је похађао студије медицине на универзитету у Стразбуру, где су му предавали познати професори: Антон де Бари, Валдејер, Кундт, Бајер и Феликс Хоп-Сејлер.
Дипломирао је 1878. на универзитету у Ростоку. Његово подручје рада је било у области физиолошке хемије, посебно хемија ткива и ћелија. Проучавао је протаминске и хексобазе путем експеримената на пуноглавцима. Године 1886. открио је хистидин, а потом се бавио квантитативним методама за изолацију хексобаза. Косел је 1910. године добио Нобелову награду за физиологију или медицину за свој рад у истраживању хемије ћелија и протеина.
Један од Коселових студената био је Американац биохемичар Едвин Б. Харт.
Косел је имао кћер, и сина, Валтера (1888—1956), који је био угледни професор теоријске физике на Институту технологије у Гдањску (1932—1945).